# Modo respuesta
En un dispositivo de comunicación módem se denomina que el mismo se encuentra en modo respuesta cuando el módem se encuentra esperando a ser contactado y listo para "atender el teléfono".
De esta forma ante el ingreso de señales el módem procederá a conveiertir las señales digitales en analógicas (modulación) y viceversa (demodulación), permitiendo la comunicación entre computadoras a través de la línea telefónica o del cablemódem.